# Mickey Avalon

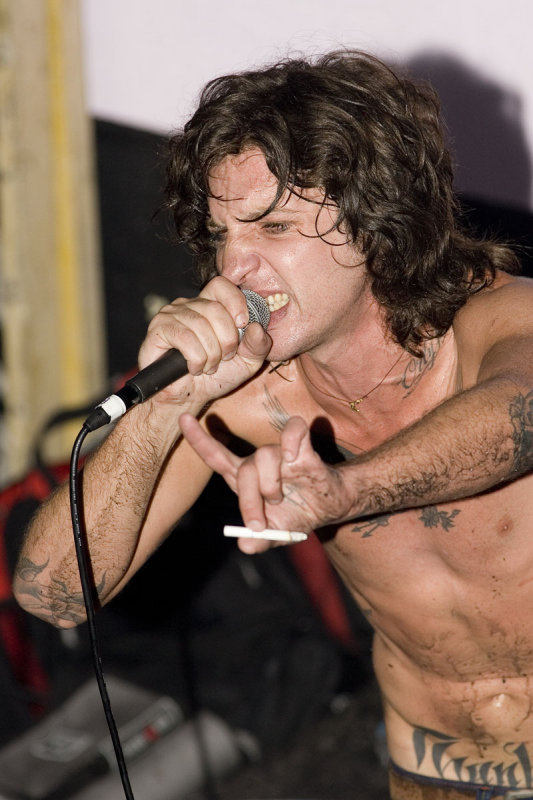
Mickey Avalon in San Diego, August 2006

Mickey Avalon (* 3. Dezember 1975 in Los Angeles, Kalifornien, bürgerlicher Name: Yeshe Perl) ist ein US-amerikanischer Rapper.
Sein erstes Album, das ebenfalls den Namen Mickey Avalon trägt, erschien im November 2006 bei Interscope Records/Shot to Kill Records in Zusammenarbeit mit MySpace Records. Avalon mischt dunkle, anstößige und humorvolle Texte mit Hip-Hop-Beats. Häufig finden sich in seinen Liedern Anspielungen auf seinen Drogenmissbrauch und Erfahrungen mit Prostitution.

## Leben
Seine Erziehung verlief sehr turbulent und war geprägt vom Drogenkonsum seiner Eltern. Zusammen mit seiner Mutter begann er mit 14 Jahren Haschisch zu verkaufen. Sein Vater verstarb, als er 19 Jahre alt war. Zuvor löste er sich erfolgreich von seiner Heroinsucht und wurde von einem betrunkenen Autofahrer überfahren, als er von einem Treffen der „Anonymen Alkoholiker“ nach Hause ging.
Mickey Avalons Großeltern väterlicherseits sind Überlebende des Holocaust, beide zogen sich bleibende Schäden aufgrund ihrer Inhaftierung in Auschwitz zu. So war sein Großvater aufgrund Experimenten des KZ-Verbrechers Josef Mengele einseitig gelähmt, seine Großmutter hatte Bisswunden von Kampfhunden.
Mickey Avalon ist mit dem Autor und früheren MTV-VJ Simon Rex befreundet, der ihn ermutigte, Texte zu schreiben, als Mickey mittellos auf seinem Sofa lebte. Avalon fand bald eine Anhängerschaft in der Nachtklubszene von Los Angeles.
2007 trat er im Vorprogramm der Red Hot Chili Peppers auf.
Mit dem Sänger der Dwarves, Blag Dahlia, veröffentlichte er unter dem Namen „Big Dick Hustlers“ die 7’ „Bitches And Hos b/w Just A Friend“.

## Diskografie

### Alben
- 2006: Mickey Avalon
- 2012: Loaded

### Singles
- 2006: My Dick (US: Platin)
- 2022: Bitches And Hos b/w Just A Friend (in Kooperation mit Blag Dahlia als „Big Dick Hustlers“)

## Fernsehauftritt
In einer Folge der Serie The Simple Life organisieren sowohl Paris Hilton als auch Nicole Richie eine Hochzeit zweier Frauen. Paris lädt hierzu einige Musik-Gruppen ein, u. a. auch Mickey Avalon. Er tritt persönlich auf und singt Friends and Lovers.